# Pseudiastata dominica
Pseudiastata dominica är en tvåvingeart som beskrevs av David Grimaldi 1993. Pseudiastata dominica ingår i släktet Pseudiastata och familjen daggflugor.
Artens utbredningsområde är Dominica. Inga underarter finns listade i Catalogue of Life.